# Otjinene
Otjinene es una ciudad de la región Omaheke en Namibia. En agosto de 2011 tenía una población censada de 2102 habitantes.
Se encuentra ubicada en el centro-este del país, cerca de la frontera con Botsuana.